# Synagoge (Czyżew)
Koordinaten: 52° 47′ 48,5″ N, 22° 18′ 50,4″ O

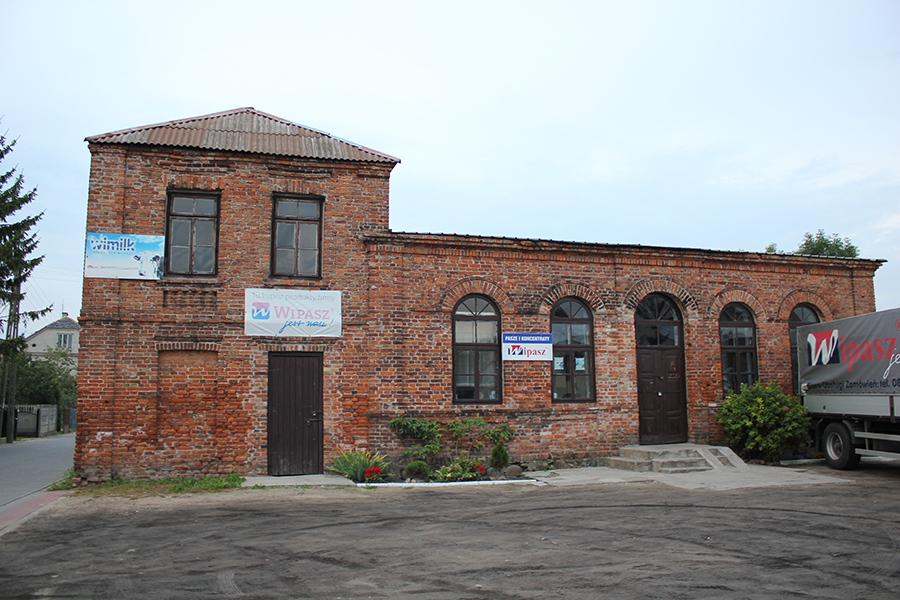
Ehemalige Synagoge in Czyżew (2012)

Die Synagoge in Czyżew, einer polnischen Stadt in der Woiwodschaft Podlachien, wurde um 1900 errichtet. Die profanierte Synagoge in der Piwna-Straße 5 ist seit 1985 ein geschütztes Kulturdenkmal.
Das Gebäude aus Ziegelmauerwerk wird als Ladengeschäft genutzt.